# Pholcus dentatus
Pholcus dentatus is een spinnensoort uit de familie trilspinnen (Pholcidae). De soort komt voor op Madeira.